# Benedykt VI
Benedykt VI (łac. Benedictus VI, ur. w Rzymie, zm. w lipcu 974) – papież w okresie od 19 stycznia 973 do lipca 974.

## Życiorys
Był synem rzymskiego mnicha Hildebranda; przed wyborem na papieża był kardynałem–diakonem kościoła od św. Teodora. Został papieżem dzięki poparciu cesarza Ottona I Wielkiego (zm. 973) oraz stronnictwa reformatorskiego. Dokładna data i okoliczności wyboru Benedykta nie są znane, jednak najprawdopodobniej wybrany został we wrześniu lub październiku 972; konsekracja odbyła się 19 stycznia 973 (zwłoka wynikała z przymusu uzyskania zgody cesarza). Jako papież potwierdził wiele przywilejów kościołów metropolitalnych.
Po śmierci cesarza Ottona I stronnictwo antycesarskie w Rzymie pod przewodnictwem konsula rzymskiego Krescencjusza I (głowy klanu Krescencjuszy) wszczęło bunt przeciwko papieżowi. Uwięziono go w Zamku św. Anioła i uznano za zdetronizowanego, a na Stolicę Piotrową wybrano kardynała-diakona Franco, który przyjął imię Bonifacego VII. Obalony papież został zamordowany w więzieniu i pochowany w bazylice św. Piotra.